# Element de fluid
În dinamica fluidelor un element de fluid este un volum infinitezimal de fluid, identificabil de-a lungul istoriei sale dinamice în timp ce se deplasează cu odată cu fluidul care curge. Pe măsură ce se mișcă, masa unui element de fluid rămâne constantă, în timp ce într-o curgere compresibilă volumul său se poate modifica, iar forma sa se modifică din cauza distorsiunii cauzată de curgere. Într-o curgere incompresibilă volumul elementului de fluid este constant.
Conceptul matematic al unui element de fluid este strâns legat de descrierea mișcării fluidului — cinematica și dinamica sa — într-un sistem de referință lagrangian. În acest sistem de referință, elementele de fluid sunt etichetate și urmărite în spațiu și timp. Dar, de asemenea, în sistemul de referință eulerian noțiunea de elemente de fluid poate fi avantajoasă, de exemplu la definirea derivatei materiale⁠(d), a liniilor de curent și a traiectoriilor sau pentru determinarea derivei Stokes⁠(d).
Elementele de fluid, așa cum sunt utilizate în mecanica mediilor continue, trebuie să fie distinse de particulele microscopice (molecule și atomi) din fizică. Elementele de fluid descriu viteza medie și alte proprietăți ale particulelor fluide, mediate pe o scară de lungime care este mare în comparație cu parcursul liber mediu⁠(d), dar mică în comparație cu scările de lungime tipice ale curgerii particulare luate în considerare. Acest lucru necesită ca numărul Knudsen să fie mic, condiție prealabilă pentru ca ipoteza continuumului să fie una validă. În plus, spre deosebire de noțiunea matematică de element de fluid care poate fi identificat în mod unic — și distins de elementele de fluid direct învecinate — într-un fluid real o astfel de element nu ar fi compus întotdeauna din aceleași particule. Difuzia moleculară va schimba lent proprietățile elementului.